# 日銀考査
日銀考査（にちぎんこうさ）とは、日本銀行が金融システムの信用維持を目的として、日本銀行法に基づき取引先金融機関等に立ち入って行う調査をいう。対象は国内銀行や外国銀行の日本支店、信用金庫、証券会社など多岐にわたる。

## 概説
第一次世界大戦後の1920年にいわゆる「大戦景気」が崩壊して戦後恐慌が起こると、これに対応するため、1926年設置の金融制度調査会が大蔵大臣に対して、大蔵省が各金融機関につき大蔵検査を2年に1回程度実施できるようにし、日本銀行が契約により取引先銀行につき調査を行うことが妥当である旨を答申した。これを受けて、1927年5月に大蔵省銀行局検査課が、1928年6月に日本銀行考査部が新設されて始まった。
大蔵検査と日銀考査の導入にかかる松本大蔵省銀行局長による衆議院での説明において「常に歩調を取りまして互いに連絡を保ち、さうして完全を期」すると趣旨説明された。こうした経緯から、大蔵検査と日銀考査が金融機関に対して交互に実施されるという「交互原則」が近年まで長年にわたって保たれ、その検査・考査の内容もおおむね似通ったものとして実施されてきた。
1882年10月施行の日本銀行条例、1942年3～5月施行の日本銀行法ともに考査に関する規定はなかった。1998年4月に施行された新日本銀行法は、考査（金融機関等への立ち入り調査）について、「日本銀行は、第37条から第39条までに規定する業務を適切に行い、及びこれらの業務の適切な実施に備えるためのものとして、業務の相手方となる金融機関等との間で考査に関する契約を締結することができる」（第44条）と規定した。
これにより日本銀行が行う考査の法的な位置づけが明確になったが、同時に金融庁設置法に根拠を有する金融検査（旧大蔵検査）とは、根拠法や保護法益を異にすることとなった。よって現在では、交互原則が存在せず、両者の内容は類似しつつも異なっている。金融検査は法令・会計原則の遵守や消費者保護に重点を置いており、日銀考査は個別金融機関の支払不能などが決済・金融システムに波及するリスク（システミック・リスク）の顕現化防止に重点を置いている。
考査は通常は一金融機関あたり1～4週間にわたって行われる。取引先金融機関等に立ち入って調査を行う集団を「考査チーム」といい、考査を行う日本銀行職員を「考査員」、そのチーム長を務める職員を「考査役」と呼ぶ。
考査で得られた情報について、日銀は金融庁への提供を除いて守秘義務を負う。バブル崩壊後の金融危機が表面化していた1998年、アメリカ合衆国財務副長官のローレンス・サマーズが日銀考査資料の提供を要求。速水優総裁からの提供指示を、信用機構担当理事の安斎隆は引き延ばして応じず、結果として提供は行われなかったと回想している。 

## 参考資料
- 増補版　新しい日本銀行　その機能と業務　日本銀行金融研究所編　有斐閣　2004年
- 昭和初年の金融システム危機─その構造と対応─　伊藤正直　日本銀行金融研究所　IMES DISCUSSION PAPER SERIES No.2001-J-24
- 日本銀行沿革史　日本銀行審査部　クレス出版